# Temnida
Genre
Temnida est un genre d'araignées aranéomorphes de la famille des Anyphaenidae.

## Distribution
Les espèces de ce genre se rencontrent au Brésil, en Argentine, au Paraguay et au Venezuela.

## Liste des espèces
Selon World Spider Catalog (version 17.5, 29/09/2016) :
- Temnida rosario Brescovit, 1997
- Temnida simplex Simon, 1897

## Publication originale
- Simon, 1897 : Histoire naturelle des araignées. Paris, vol. 2, p. 1-192 (texte intégral).